# علی‌نوده
علی‌نوده، روستایی است از توابع بخش کوچصفهان شهرستان رشت در استان گیلان ایران.

## جمعیت
این روستا در دهستان بلسبنه قرار دارد و براساس سرشماری مرکز آمار ایران در سال ۱۳۸۵، جمعیت آن ۵۲۴ نفر (۱۵۵خانوار) بوده‌است.شاه پهلوی از این روستا در زمان خود به دلیل افتتاح انبار برنج دیدن کرد.